# Plaça Reial

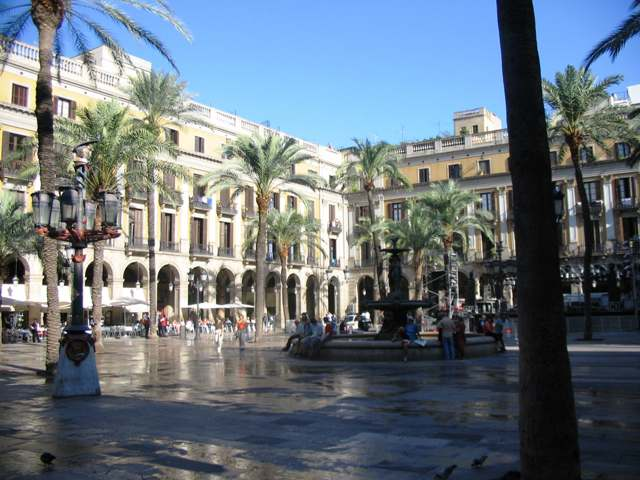
Plaça Reial in Barcelona

Plaça Reial is een openbaar plein in de Spaanse stad Barcelona. Het plein ligt vlak naast La Rambla in de gotische wijk Barri Gòtic.
Oorspronkelijk hadden slechts een paar gebouwen rond het plein de nu zo herkenbare geel-witte gevel.
Sinds de jaren '90 zijn steeds meer gevels aangepast tot het nu zo bekende uniforme uiterlijk.
Op het plein bevinden zich twee speciale lantaarnpalen ontworpen door Antoni Gaudí.